# Manulea namibensis
Manulea namibensis är en flenörtsväxtart som först beskrevs av Helmut Roessler, och fick sitt nu gällande namn av O.M. Hilliard. Manulea namibensis ingår i släktet Manulea och familjen flenörtsväxter. Inga underarter finns listade i Catalogue of Life.